# Bộ đội Biên phòng Việt Nam
Bộ đội Biên phòng Việt Nam (BĐBP, tiếng Anh: Vietnam Border Guard), hay Biên phòng Việt Nam, là lực lượng vũ trang nhân dân và là một bộ phận cấu thành nên Quân đội nhân dân Việt Nam.  Đây là lực lượng có vai trò là lực lượng nòng cốt, chuyên trách quản lý, bảo vệ biên giới quốc gia, khu vực biên giới, cửa khẩu của Việt Nam.
Bộ đội Biên phòng có chức năng tham mưu cho Bộ Quốc phòng ban hành theo thẩm quyền hoặc đề xuất với Đảng, Nhà nước chính sách, pháp luật về biên phòng; thực hiện quản lý nhà nước về quốc phòng, an ninh, đối ngoại và chủ trì, phối hợp với cơ quan, tổ chức duy trì an ninh, trật tự, an toàn xã hội ở khu vực biên giới, cửa khẩu theo quy định của pháp luật.
Bộ đội Biên phòng hoạt động trong khu vực biên giới, cửa khẩu do Bộ Quốc phòng quản lý, địa bàn nội địa để thực hiện chức năng, nhiệm vụ, quyền hạn theo quy định của pháp luật. Hoặc hoạt động ngoài biên giới theo điều ước quốc tế mà nước Cộng hòa xã hội chủ nghĩa Việt Nam là thành viên và quy định của pháp luật Việt Nam trong trường hợp vì mục đích nhân đạo, hòa bình, tìm kiếm, cứu hộ, cứu nạn, kiểm soát xuất nhập cảnh, bảo đảm an ninh, trật tự, an toàn xã hội, phòng, chống tội phạm, vi phạm pháp luật.

## Lịch sử hình thành
- Ngày 19 tháng 11 năm 1958, Bộ Chính trị Ban Chấp hành Trung ương Đảng Cộng sản Việt Nam đã quyết định thống nhất các đơn vị bộ đội quốc phòng đang làm công tác bảo vệ nội địa, bảo vệ biên giới, bờ biển, giới tuyến và các lực lượng vũ trang khác chuyên trách công tác bảo vệ nội địa và biên phòng, giao cho ngành công an trực tiếp chỉ đạo, lấy tên là Lực lượng Cảnh vệ. Lực lượng Cảnh vệ gồm: Cảnh vệ Biên phòng và Cảnh vệ Nội địa.
- Ngày 3 tháng 3 năm 1959, Thủ tướng Phạm Văn Đồng ra Quyết định số 100 - TTg về việc thành lập một lực lượng vũ trang chuyên trách công tác biên phòng và bảo vệ nội địa, lấy tên là Công an nhân dân Vũ trang, đặt dưới sự lãnh đạo của Bộ Công an và chỉ định Thiếu tướng Phan Trọng Tuệ làm Tư lệnh kiêm Chính uỷ. Ngày 3/3 hàng năm sau này được lấy làm ngày thành lập Bộ đội Biên phòng.
- Lễ thành lập Công an nhân dân vũ trang được tổ chức vào 19 giờ ngày 28 tháng 3 năm 1959, tại Hà Nội.
- Đến cuối năm 1979 Công an nhân dân vũ trang đổi tên là Bộ đội Biên phòng và chuyển về trực thuộc Bộ Quốc phòng.
- Năm 1988, Bộ đội Biên phòng lại chuyển sang trực thuộc Bộ Nội vụ cho đến cuối năm 1995 thì lại chuyển về Bộ Quốc phòng.
- Ngày truyền thống: Ngày 3 tháng 3 năm 1959, Thủ tướng Chính phủ ra Quyết định số 100-TTg về việc thành lập một lực lượng vũ trang chuyên trách công tác biên phòng và bảo vệ nội địa, lấy tên là Công an nhân dân Vũ trang. Ngày này được lấy làm ngày truyền thống của Lực lượng Bộ đội Biên phòng và còn được gọi là Ngày Biên phòng toàn dân.
- Nghị quyết 33 ngày 28-9-2018 của Bộ Chính trị (khóa XII) về Chiến lược Bảo vệ biên giới quốc gia xác định Bộ đội Biên phòng là một quân chủng thuộc Bộ Quốc phòng, là lực lượng chuyên trách, cách mạng, chính quy, tinh nhuệ từng bước hiện đại, trong đó, một số thành phần tiến thẳng lên hiện đại.[1]

## Nhiệm vụ
- Thu thập thông tin, phân tích, đánh giá, dự báo tình hình để thực hiện nhiệm vụ và đề xuất với Bộ Quốc phòng, Đảng, Nhà nước ban hành, chỉ đạo thực hiện chính sách, pháp luật biên phòng.
- Tham mưu cho Bộ Quốc phòng về công tác quản lý, bảo vệ biên giới quốc gia, duy trì an ninh, trật tự, an toàn xã hội ở khu vực biên giới, cửa khẩu và xây dựng lực lượng Bộ đội Biên phòng.
- Thực hiện quản lý, bảo vệ biên giới quốc gia, hệ thống mốc quốc giới, vật đánh dấu, dấu hiệu đường biên giới, công trình biên giới, cửa khẩu; tổ chức kiểm tra việc thực hiện pháp luật về biên phòng.
- Duy trì an ninh, trật tự, an toàn xã hội, phòng ngừa, phát hiện, ngăn chặn, đấu tranh với phương thức, thủ đoạn hoạt động của thế lực thù địch, phòng, chống tội phạm, vi phạm pháp luật, bảo vệ quyền và lợi ích hợp pháp của cơ quan, tổ chức, cá nhân ở khu vực biên giới, cửa khẩu theo quy định của pháp luật.
- Kiểm soát xuất nhập cảnh tại cửa khẩu do Bộ Quốc phòng quản lý và kiểm soát qua lại biên giới theo quy định của pháp luật.
- Thực hiện hợp tác quốc tế về biên phòng, đối ngoại biên phòng; giải quyết sự kiện biên giới, cửa khẩu theo quy định của pháp luật.
- Tuyên truyền, phổ biến, giáo dục pháp luật, vận động Nhân dân thực hiện đường lối, chủ trương của Đảng, chính sách, pháp luật của Nhà nước.
- Sẵn sàng chiến đấu, chiến đấu chống xung đột vũ trang, chiến tranh xâm lược ở khu vực biên giới.
- Tham mưu, làm nòng cốt trong xây dựng nền biên phòng toàn dân, thế trận biên phòng toàn dân ở khu vực biên giới; tham gia xây dựng khu vực phòng thủ cấp tỉnh, cấp huyện biên giới, phòng thủ dân sự.
- Tiếp nhận, sử dụng nhân lực, phương tiện dân sự để thực hiện nhiệm vụ theo quy định của pháp luật.
- Tham gia xây dựng hệ thống chính trị cơ sở, sắp xếp ổn định dân cư, xây dựng hệ thống kết cấu hạ tầng, phát triển kinh tế - xã hội và thực hiện chính sách dân tộc, tôn giáo ở khu vực biên giới gắn với xây dựng, củng cố quốc phòng, an ninh.
- Tham gia phòng, chống, ứng phó, khắc phục sự cố, thiên tai, thảm họa, biến đổi khí hậu, dịch bệnh; tìm kiếm, cứu hộ, cứu nạn ở khu vực biên giới.

## Lãnh đạo hiện nay
| Họ và tên        | Cấp bậc     | Chức vụ                          | Năm sinh | Quê quán   | Nhậm chức         | Chức trách, nhiệm vụ                                                   |
| ---------------- | ----------- | -------------------------------- | -------- | ---------- | ----------------- | ---------------------------------------------------------------------- |
| Lê Đức Thái      | Trung tướng | Tư lệnh                          | 1967     | Quảng Ninh | Tháng 9 năm 2020  | Phụ trách chung                                                        |
| Nguyễn Anh Tuấn  | Trung tướng | Chính ủy                         | 1967     | Hà Nội     | Tháng 6 năm 2022  | Phụ trách, chỉ đạo toàn bộ hoạt động công tác Đảng, công tác chính trị |
| Hoàng Hữu Chiến  | Thiếu tướng | Phó Tư lệnh kiêm Tham mưu trưởng | 1966     | Quảng Trị  | Tháng 12 năm 2021 | Phụ trách công tác tham mưu                                            |
| Nguyễn Đức Mạnh  | Thiếu tướng | Phó Tư lệnh                      | 1969     |            | Tháng 6 năm 2020  | Phụ trách công tác hậu cần, kỹ thuật                                   |
| Võ Tiến Nghị     | Thiếu tướng | Phó Tư lệnh                      | 1976     | Hà Tĩnh    | Tháng 4 năm 2025  | Phụ trách công tác đối ngoại biên phòng, cửa khẩu                      |
| Nguyễn Văn Thiện | Thiếu tướng | Phó Tư lệnh                      | 1968     |            | Tháng 6 năm 2021  | Phụ trách phòng chống ma túy và tội phạm, trinh sát                    |
| Trần Ngọc Hữu    | Thiếu tướng | Phó Tư lệnh                      | 1970     | Ninh Bình  | Tháng 8 năm 2024  | Phụ trách thường trực phía Nam                                         |
| Vũ Quốc Ân       | Đại tá      | Phó Chính ủy                     | 1972     | Hà Nội     | Tháng 8 năm 2024  | Phụ trách công tác dân vận, đoàn thể, chính sách                       |

## Tổ chức Đảng
Danh sách Ban Thường vụ Đảng ủy nhiệm kỳ 2020-2025:
1. Trung tướng Nguyễn Anh Tuấn, Chính ủy - Bí thư Đảng ủy
2. Trung tướng Lê Đức Thái, Tư lệnh - Phó Bí thư Đảng ủy
3. Thiếu tướng Hoàng Hữu Chiến, Phó Tư lệnh - Tham mưu trưởng
4. Thiếu tướng Vũ Quốc Ân, Phó Chính ủy
5. Thiếu tướng Trần Văn Bừng, Chủ nhiệm Chính trị

Danh sách Ban Chấp hành Đảng bộ, nhiệm kỳ 2020-2025:
1. Trung tướng Lê Đức Thái - Tư lệnh
2. Thiếu tướng Nguyễn Anh Tuấn - Chính ủy
3. Thiếu tướng Hoàng Hữu Chiến - Phó Tư lệnh, Tham mưu trưởng
4. Thiếu tướng Vũ Quốc Ân - Phó Chính ủy
5. Thiếu tướng Lê Văn Phúc - Phó Tư lệnh
6. Thiếu tướng Nguyễn Đức Mạnh - Phó Tư lệnh
7. Thiếu tướng Nguyễn Văn Thiện - Phó Tư lệnh
8. Thiếu tướng Trần Ngọc Hữu - Phó Tư lệnh
9. Thiếu tướng Trần Văn Bừng, Chủ nhiệm Chính trị
10. Đại tá Nguyễn Văn Quyền - Hiệu trưởng Trường Cao đẳng Biên phòng
11. Thiếu tướng Võ Tiến Nghị - Cục trưởng Cục Trinh sát
12. Đại tá Đỗ Ngọc Toàn - Cục trưởng Cục Cửa khẩu
13. Đại tá Nguyễn Đức Sỹ - Cục trưởng Cục Hậu cần - Kỹ thuật
14. Đại tá Nguyễn Xuân Toàn - Phó Chủ nhiệm Thường trực Ủy ban Kiểm tra Đảng ủy.
15. Thiếu tướng Đỗ Ngọc Cảnh - Cục trưởng Cục phòng chống ma tuý và tội phạm.

## Tổ chức chính quyền
| Tên đơn vị | Thành lập                    | Địa chỉ |
| --- | ---------------------------- | --- |
| Bộ Tham mưu Tham mưu trưởngː Thiếu tướng Hoàng Hữu Chiến Phó Tham mưu trưởngː Thiếu tướng Trần Hải Bình (2021-nay, nguyên CHT BĐBP tỉnh Nghệ An) Phó Tham mưu trưởngː Đại tá Trần Nam Trung (2021-nay, nguyên CHT BĐBP tỉnh Điện Biên) Phó Tham mưu trưởngː Đại tá Vũ Văn Hưng (2021-, nguyên Chỉ huy trưởng BĐBP tỉnh Nam Định) Phó Tham mưu trưởngː Đại tá Dương Thế Võ (2022-nay, nguyên CHT BĐBP tỉnh Kon Tum) Phó Tham mưu trưởngː Đại tá Nguyễn Văn Khanh (2023-nay , nguyên Phó Giám Đốc HVBP) |                              | Số 4, Đinh Công Tráng, Hoàn Kiếm, Hà Nội                                                                                         |
| Cục Chính trị Chủ nhiệmː Đại Tá Nguyễn Xuân Toàn (nguyên PCN UBKT Đảng uỷ Bộ tư lệnh) Phó Chủ nhiệmː Thiếu tướng Văn Ngọc Quế (nguyên Chính ủy BĐBP tỉnh Quảng Nam) Phó Chủ nhiệm: Đại tá Nguyễn Thanh Hải (nguyên Chính ủy BĐBP tỉnh Quảng Ninh) Phó Chủ nhiệmː Đại tá Nguyễn Quốc Cường (nguyên Chính ủy BĐBP tỉnh Sóc Trăng) | 23.4.1959 (66 năm, 110 ngày) | Số 4, Đinh Công Tráng, Hoàn Kiếm, Hà Nội                                                                                         |
| Cục Trinh sát Cục trưởng: Đại tá Bùi Thế Tuyên (nguyên Phó cục trưởng cục Trinh sát) Phó Cục trưởng: Đại tá Hoàng Ngọc Linh Phó Cục trưởng: Đại tá Quàng Văn Xiến | 23.4.1959 (66 năm, 110 ngày) | Số 4, Đinh Công Tráng, Hoàn Kiếm, Hà Nội                                                                                         |
| Cục Phòng, chống ma túy và tội phạm Cục trưởng: Thiếu tướng Đỗ Ngọc Cảnh (nguyên Chỉ huy trưởng BĐBP tỉnh Sơn La) Phó Cục trưởng: Đại tá Nguyễn Văn Giáp Phó Cục trưởng: Đại tá Nguyễn Văn Hiệp Phó Cục trưởng: Đại tá Vũ Xuân Đại | 28.1.2005 (20 năm, 195 ngày) | Số 4, Đinh Công Tráng, Hoàn Kiếm, Hà Nội                                                                                         |
| Cục Cửa khẩu Cục trưởng: Đại tá Đỗ Ngọc Toàn (nguyên Chỉ huy trưởng BĐBP tỉnh Sơn La) Phó Cục trưởng: Đại tá Nguyễn Thành Đính Phó Cục trưởng: Thượng tá Phùng Đức Hưng | 4.3.2009 (16 năm, 160 ngày)  | Số 4, Đinh Công Tráng, Hoàn Kiếm, Hà Nội                                                                                         |
| Cục Hậu cần - Kỹ thuật Cục trưởng: Đại tá Nguyễn Đức Sỹ Phó Cục trưởng: Đại tá Vũ Khương Phó Cục trưởng: Đại tá Đỗ Hiệp Thắng Phó Cục trưởng Đại tá Trần Anh Khôi Phó Cục trưởng: Đại tá Hoàng Quang Vinh Phó Cục trưởng: Đại tá Nguyễn Văn Thủy | 31.10.2024 (284 ngày)        | Số 4, Đinh Công Tráng, Hoàn Kiếm, Hà Nội                                                                                         |
| Văn phòng Bộ Tư lệnh | 10.9.1974 (50 năm, 335 ngày) | Số 4, Đinh Công Tráng, Hoàn Kiếm, Hà Nội                                                                                         |
| Thanh tra Bộ Tư lệnh |                              | Số 4, Đinh Công Tráng, Hoàn Kiếm, Hà Nội                                                                                         |
| Ủy ban Kiểm tra Đảng ủy Bộ Tư lệnh |                              | Số 4, Đinh Công Tráng, Hoàn Kiếm, Hà Nội                                                                                         |
| Phòng Tài chính |                              | Số 4, Đinh Công Tráng, Hoàn Kiếm, Hà Nội                                                                                         |
| Học viện Biên phòng |                              | Thanh Vị, P. Sơn Lộc, Sơn Tây, Hà Nội                                                                                            |
| Trường Cao đẳng Biên phòng |                              | Cơ sở 1: Việt Lập, Tân Yên, Bắc GiangCơ sở 2: Số 110A Nguyễn Thị Định; P. Phước Nguyên, Thành phố Bà Rịa; Tỉnh Bà Rịa - Vũng Tàu |
| Trường Trung cấp 24 Biên phòng (huấn luyện chó nghiệp vụ) |                              | Suối Hai, Ba Vì, Hà Nội |
| Trung tâm Huấn luyện |                              | Đồng Tĩnh, Tam Dương, Vĩnh Phúc                                                                                                  |
| Lữ đoàn Thông tin 21 |                              | Quốc lộ 32, Phúc Diễn, Bắc Từ Liêm, Hà Nội                                                                                       |
| Hải đoàn 18 (phụ trách từ Ninh Thuận tới Bạc Liêu) |                              | 1487/24 - Đường 30/4 - Phường 12 Thành Phố Vũng Tàu, Bà Rịa - Vũng Tàu                                                           |
| Hải đoàn 28 (phụ trách từ Cà Mau tới Kiên Giang) |                              | QL 63, Hưng Yên, tx.An Biên, tỉnh Kiên Giang                                                                                     |
| Hải đoàn 38 (phụ trách từ Quảng Ninh tới Hà Tĩnh) |                              | Đường K9, Hạ Đoạn 2, Đông Hải 2, Hải An, Thành Phố Hải Phòng                                                                     |
| Hải đoàn 48 (phụ trách từ Quảng Bình tới Khánh Hòa) |                              | 01 Trần Hưng Đạo, Phường Lê Lợi, Thành phố Quy Nhơn, Bình Định                                                                   |

## Tổ chức chung

### Bộ Tư lệnh Bộ đội Biên phòng
- Cơ quan Bộ Tư lệnh Bộ đội Biên phòng gồm: Bộ Tham mưu; Cục Chính trị; Cục Trinh sát; Cục Phòng, chống ma túy và tội phạm; Cục Cửa khẩu; Cục Hậu cần - Kỹ thuật;
- Các đơn vị trực thuộc Bộ Tư lệnh Bộ đội Biên phòng gồm: Hải đoàn Biên phòng; Lữ đoàn thông tin Biên phòng; Trung tâm huấn luyện - cơ động.
- Các đơn vị sự nghiệp trực thuộc Bộ Tư lệnh Bộ đội Biên phòng gồm: Học viện Biên phòng; Trường Cao đẳng Biên phòng; Trường Trung cấp 24 Biên phòng

### Bộ chỉ huy Bộ đội Biên phòng các tỉnh, thành phố trực thuộc trung ương
- Cơ quan Bộ chỉ huy Bộ đội Biên phòng các tỉnh, thành phố trực thuộc trung ương gồm: Phòng Tham mưu; Phòng Chính trị; Phòng Trinh sát; Phòng Phòng, chống ma túy và tội phạm; Phòng Hậu cần; Phòng Kỹ thuật.

### Đồn Biên phòng; Ban chỉ huy Biên phòng cửa khẩu cảng; Hải đội Biên phòng
- Đồn Biên phòng gồm: Đội Vũ trang; Đội Vận động quần chúng; Đội Trinh sát; Đội Phòng, chống ma túy và tội phạm; Đội Kiểm soát hành chính; Đội Tham mưu - Hành chính; Đội Tàu thuyền; Trạm Biên phòng. Cả nước có hơn 400 đồn Biên phòng.
- Ban chỉ huy Biên phòng cửa khẩu cảng gồm: Ban Tham mưu; Ban Chính trị; Ban Trinh sát; Ban Phòng, chống ma túy và tội phạm; Ban Hậu cần - Kỹ thuật; Đội Hành chính; Đội Thủ tục; Đội Tàu thuyền; Trạm Biên phòng;
- Hải đội Biên phòng gồm: Đội Tham mưu - Hành chính; Đội Tuần tra biên phòng.

## Quân hàm chức vụ trong Bộ đội biên phòng
Theo Luật Sĩ quan Quân đội nhân dân Việt Nam năm 2014 quy định chức vụ trong Bộ đội Biên phòng như sauː
- Tư lệnh và Chính ủy trần quân hàm Trung tướng.[4]
- Phó Tư lệnh và Phó Tư lệnh kiêm Tham mưu trưởng trần quân hàm Thiếu tướng không quá 5 người[4].
- Phó Chính ủy, Chủ nhiệm Chính trị trần quân hàm Thiếu tướng.[4]
- Phó Tham mưu trưởng là Bí thư hoặc Phó bí thư Đảng ủy Bộ Tham mưu trần quân hàm Thiếu tướng không quá 1 người[4].
- Phó Chủ nhiệm Chính trị là Bí thư hoặc Phó bí thư Đảng ủy Cục Chính trị trần quân hàm Thiếu tướng không quá 1 người[4].
- Cục trưởng Cục Trinh sát, Cục trưởng Cục Phòng chống ma túy và tội phạm trần quân hàm Thiếu tướng.
- Giám đốc, Chính ủy Học viện Biên phòng trần quân hàm Thiếu tướng.
- Các chức vụ khác trần quân hàm là Đại tá trở xuống.
- Cán bộ, quân nhân là Quân nhân chuyên nghiệp có trần quân hàm là Thượng tá[4]

#### Cấp hiệu
Hình dáng: Hai cạnh đầu nhỏ và hai cạnh dọc;
Nền cấp hiệu màu xanh lục; nền cấp hiệu của sĩ quan cấp tướng có in chìm hoa văn mặt trống đồng, tâm mặt trống đồng ở vị trí gắn cúc cấp hiệu;
Đường viền cấp hiệu màu đỏ;
Trên nền cấp hiệu gắn: Cúc cấp hiệu, gạch, sao màu vàng.
- Cúc cấp hiệu hình tròn, dập nổi hoa văn (cấp tướng hình Quốc huy; cấp tá, cấp úy hình hai bông lúa xung quanh và ngôi sao vàng ở giữa);
- Cấp hiệu của cấp tướng không có gạch ngang, cấp tá có hai gạch ngang, cấp úy có một gạch ngang;
- Cấp hiệu của Quân nhân chuyên nghiệp giống với cấp hiệu của Sĩ quan, có thêm gạch dọc màu hồng chính giữa cấp hiệu.
|                  | Sĩ quan     | Sĩ quan     | Sĩ quan | Sĩ quan   | Sĩ quan  | Sĩ quan  | Sĩ quan | Sĩ quan   | Sĩ quan  | Sĩ quan  | Học viên | Hạ sĩ quan | Hạ sĩ quan | Hạ sĩ quan | Chiến sĩ  | Chiến sĩ |
|                  | Cấp Tướng   | Cấp Tướng   | Cấp Tá  | Cấp Tá    | Cấp Tá   | Cấp Tá   | Cấp Úy  | Cấp Úy    | Cấp Úy   | Cấp Úy   | Học viên | Hạ sĩ quan | Hạ sĩ quan | Hạ sĩ quan | Chiến sĩ  | Chiến sĩ |
| ---------------- | ----------- | ----------- | ------- | --------- | -------- | -------- | ------- | --------- | -------- | -------- | -------- | ---------- | ---------- | ---------- | --------- | -------- |
| Cấp hiệu cầu vai |             |             |         |           |          |          |         |           |          |          |          |            |            |            |           |          |
| Danh xưng        | Trung tướng | Thiếu tướng | Đại tá  | Thượng tá | Trung tá | Thiếu tá | Đại úy  | Thượng úy | Trung úy | Thiếu úy | Học viên | Thượng sĩ  | Trung sĩ   | Hạ sĩ      | Binh nhất | Binh nhì |

## Tư lệnh qua các thời kỳ
Các mục in nghiêng là Phó Tư lệnh kiêm Tham mưu trưởng phụ trách Tư lệnh Bộ Tư lệnh Bộ đội Biên phòng Việt Nam.
| TT | Họ và tên                    | Cấp bậc cao nhất | Đảm nhiệm từ     | Chức vụ cao nhất                                                  | Ghi chú |
| -- | ---------------------------- | ---------------- | ---------------- | ----------------------------------------------------------------- | --- |
| 1  | Phan Trọng Tuệ (1917 - 1991) | Thiếu tướng      | 1958 – 1961      | Bộ trưởng Bộ Giao thông vận tải Việt Nam (1976 – 1980)            | Tư lệnh kiêm chính ủy đầu tiên của Bộ đội Biên phòng Việt Nam, Thứ trưởng Bộ Công an, Phó Thủ tướng Chính phủ (1974-1976) |
| 2  | Phạm Kiệt (1910 - 1975)      | Trung tướng      | 1961 – 1975      |                                                                   | Thứ trưởng Bộ Công an |
| 3  | Trần Quyết (1922 - 2010)     | Trung tướng      | 1977 – 1980      | Viện trưởng Viện Kiểm sát nhân dân tối cao Việt Nam (1987 – 1992) | Thứ trưởng Bộ Công an |
| 4  | Huỳnh Thủ (1915 - 1998)      | Thiếu tướng      | 1980 – 1981      |                                                                   | |
| 5  | Đinh Văn Tuy (1922 - 1990)   | Trung tướng      | 1981 – 1990      |                                                                   | |
| 6  | Trịnh Trân (1928 - 2006)     | Trung tướng      | 1990 – 1995      |                                                                   | |
| 7  | Phạm Hữu Bồng (1937)         | Thiếu tướng      | 1996 – 2000      |                                                                   | |
| 8  | Trịnh Ngọc Huyền             | Thiếu tướng      | 2001 – 2005      |                                                                   | |
| 9  | Tăng Huệ (1948)              | Trung tướng      | 2005 – 2007      |                                                                   | |
| 10 | Trần Hoa (1952)              | Trung tướng      | 2008 – 3/2012    |                                                                   | |
| 11 | Võ Trọng Việt (1957)         | Thượng tướng     | 3/2012 – 10/2015 | Chủ nhiệm Ủy ban Quốc phòng và An ninh của Quốc hội               | |
| 12 | Hoàng Xuân Chiến (1961)      | Thượng tướng     | 10/2015 – 7/2020 | Thứ trưởng Bộ Quốc phòng                                          | |
| 13 | Lê Đức Thái (1967)           | Trung tướng      | 9/2020 – nay     |                                                                   | nguyên Phó Tư lệnh kiêm Tham mưu trưởng Bộ đội Biên phòng Việt Nam                                                        |

## Chính ủy qua các thời kỳ
| TT | Họ và tên         | Cấp bậc cao nhất | Đảm nhiệm từ | Chức vụ cao nhất                                    | Ghi chú                                                                         |
| -- | ----------------- | ---------------- | ------------ | --------------------------------------------------- | ------------------------------------------------------------------------------- |
| 1  | Nguyễn Quang Việt | Thiếu tướng      | 1959-1960    | Thứ trưởng Bộ Công an (1960 - 1980)                 |                                                                                 |
| 2  | Trần Công Hợp     | Đại tá           | 1984-1992    |                                                     |                                                                                 |
| 3  | Trần Linh         | Trung tướng      | 1992-1998    |                                                     | Phó tư lệnh chính trị Bộ đội biên phòng                                         |
| 4  | Đặng Vũ Liêm      | Thiếu tướng      | 1998-2005    |                                                     | Phó tư lệnh chính trị Bộ đội biên phòng                                         |
| 5  | Võ Trọng Việt     | Thượng tướng     | 2005-2012    | Chủ nhiệm Ủy ban Quốc phòng và An ninh của Quốc hội |                                                                                 |
| 6  | Phạm Huy Tập      | Trung tướng      | 2012-2017    |                                                     | nguyên Phó Tư lệnh Bộ đội Biên phòng                                            |
| 7  | Đỗ Danh Vượng     | Trung tướng      | 2017 - 2022  |                                                     | nguyên Phó Chính ủy Bộ đội Biên phòng                                           |
| 8  | Nguyễn Anh Tuấn   | Trung tướng      | 2022 - nay   |                                                     | nguyên Chủ nhiệm Chính trị Bộ đội Biên phòng nguyên Chính ủy BĐBP tỉnh Cao Bằng |

## Phó Tư lệnh kiêm Tham mưu trưởng qua các thời kỳ
| TT | Họ và tên                | Cấp bậc cao nhất | Đảm nhiệm từ     | Chức vụ cao nhất | Ghi chú |
| -- | ------------------------ | ---------------- | ---------------- | --- | --- |
| 1  | Huỳnh Thủ                | Thiếu tướng      | 1959-5/1974      | Thiếu tướng | |
| 2  | Trịnh Trân (1928 - 2006) | Trung tướng      | 5/1974-9/1989    | Từ tháng 5 năm 1990 đến tháng 8 năm 1991 ông là Quyền Tư lệnh Bộ đội Biên phòng. Từ tháng 9 năm 1991 đến tháng 11 năm 1998 Tư lệnh Bộ tư lệnh Bộ đội Biên phòng. | Tháng 5/1974, ông được bổ nhiệm Quyền Cục trưởng Cục Tham mưu và đến tháng 5/1975, ông được trên bổ nhiệm chức Cục trưởng Cục Tham mưu Bộ Tư lệnh Công an nhân dân vũ trang. Tháng 7/1980, ông được bổ nhiệm chức Phó Tư lệnh kiêm Tham mưu trưởng Bộ đội Biên phòng |
| 3  | Nguyễn Tấn               | Thiếu tướng      | 9/1989-11/1991   | Phó Tư lệnh Thường trực Bộ Tư lệnh Bộ đội Biên phòng. | Phó Tư lệnh Bộ đội Biên phòng (1990-1997) |
| 4  | Phạm Hữu Bồng (1937)     | Thiếu tướng      | 11/1991-1995     | Tư lệnh Bộ đội Biên phòng (1996-2000) | |
| 5  | Tăng Huệ (1948)          | Trung tướng      | 1999-2005        | Tư lệnh Bộ đội Biên phòng (2005-2007) | Năm 1999 ông được bổ nhiệm Tham mưu trưởng; năm 2000 được bổ nhiệm Phó Tư lệnh kiêm Tham mưu trưởng Bộ đội Biên phòng. |
| 6  | Trần Hoa (1952)          | Trung tướng      | 2005-2007        | Tư lệnh Bộ đội Biên phòng (2008-2012) | |
| 7  | Trần Đình Dũng           | Thiếu tướng      | 2008-2013        | | nguyên Chỉ huy trưởng BĐBP tỉnh Quảng Trị |
| 8  | Hoàng Xuân Chiến         | Thượng tướng     | 2013 - 09/2015   | - Tư lệnh Bộ đội Biên phòng (2015 - 2020) - Thứ trưởng Bộ Quốc phòng                                                                                             | nguyên Chỉ huy trưởng BĐBP tỉnh Thừa Thiên Huế |
| 9  | Nguyễn Văn Nam           | Thiếu tướng      | 9/2015 - 8/2019  | | |
| 10 | Lê Đức Thái              | Trung tướng      | 8/2019 - 9/2020  | - Tư lệnh Bộ đội Biên phòng (2020 - nay) | nguyên Chỉ huy trưởng BĐBP tỉnh Quảng Ninh |
| 11 | Lê Quang Đạo             | Thiếu tướng      | 9/2020 - 11/2021 | - Tư lệnh Cảnh sát biển Việt Nam (2021 - nay) | nguyên Chỉ huy trưởng BĐBP tỉnh Lạng Sơn |
| 12 | Hoàng Hữu Chiến          | Thiếu tướng      | 11/2021 - nay    | | nguyên Chỉ huy trưởng BĐBP tỉnh Quảng Trị |

## Thành tích
- Hai lần Anh hùng Lực lượng vũ trang nhân dân (vào tháng 12/1979 và 2/2009).[7].
- Huân chương Sao vàng.
- Ba Huân chương Hồ Chí Minh.
- Huân chương Độc lập hạng Nhất, hạng Nhì.
- Huân chương Quân công hạng Nhất, hạng Nhì, hạng Ba.